# St. Urban (Sankt Urban)

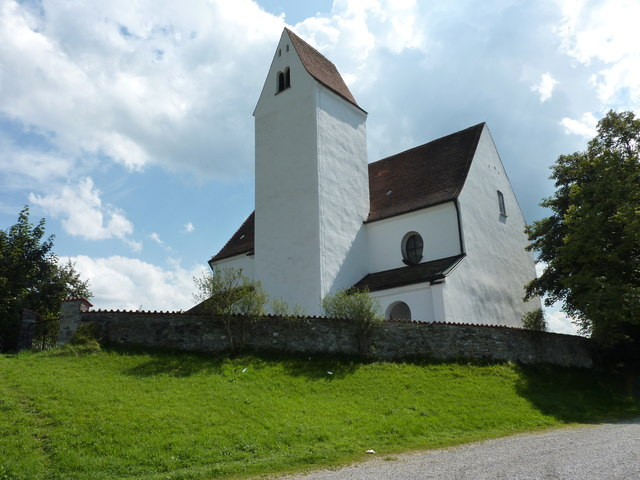
St. Urban in Sankt Urban

Die römisch-katholische Filialkirche St. Urban steht auf dem Friedhof von Sankt Urban, einem Gemeindeteil von Rieden am Forggensee im schwäbischen Landkreis Ostallgäu in Bayern. Das Bauwerk ist in der Liste der Baudenkmäler in Rieden am Forggensee als Baudenkmal unter der Nr. D-7-77-163-16 eingetragen.

## Geschichte
Die Saalkirche wurde im Kern am Anfang des 16. Jahrhunderts erbaut und 1734/35 durch Johann Georg Fischer umgestaltet. Kirchenpatron ist Urban I. Bis 1817 war St. Urban die Pfarrkirche von Rieden, danach übernahm die Kirche Zu den heiligen fünf Wunden ihre Funktion. St. Urban wird heute als Friedhofskirche genutzt.

## Beschreibung
Die Kirche steht südlich des Ortes auf freiem Feld und ist von dem 1533 angelegten Friedhof umgeben. Sie besteht aus einem Langhaus, das mit einem Satteldach bedeckt ist, einem eingezogenen, dreiseitig geschlossenen Chor im Osten und einem Kirchturm aus dem späten Mittelalter vor der Mitte der Nordwand des Langhauses, der quer mit einem Satteldach bedeckt ist. Seine Giebel haben Biforien als Klangarkaden, hinter denen sich der Glockenstuhl mit zwei Kirchenglocken befindet.
Der Innenraum ist mit einer Holzbalkendecke überspannt, die 1958/59 das baufälligen Barockgewölbe ersetzte. Über dem Chorbogen befindet sich das Wappen von Pfalz-Neuburg. Der Hochaltar wurde 1687 aufgestellt. Das neugotische Altargemälde, eine Maria Immakulata und der Kirchenpatron Urban im Auszug, stammen von dem Füssener Maler Jg. Schradler.
Die Seitenaltäre zeigen rechts den heiligen Sebastian und links den heiligen Antonius. Sie sind ebenso wie die Kanzel in den Jahren 1730 bis 1740 entstanden.